# Хавана (провинция)
Вижте пояснителната страница за други значения на Хавана.
Провинция Хавана (на испански: Provincia de la Habana) е една от петнадесетте провинции на Куба, до 7 юни 2010 г., когато влиза в сила новото административно-териториално деление, според което „Провинция Хавана“ се разделя на други две провинции: Артемиса и Маябеке. Нейната територия обкръжава територията на град Хавана от запад, на юг и изток.
Административен център на провинцията е столицата на Куба – град Хавана, приравнен на провинция (наричан също провинция Град Хавана), който обаче не влиза в състава на Провинция Хавана.
Населението на провинцията е 711 066 жители. Най-големият по население и по площ град е Артемиса (с 86 хил. жители).
Икономиката зависи предимно на земеделието.